# Berkeley Cars

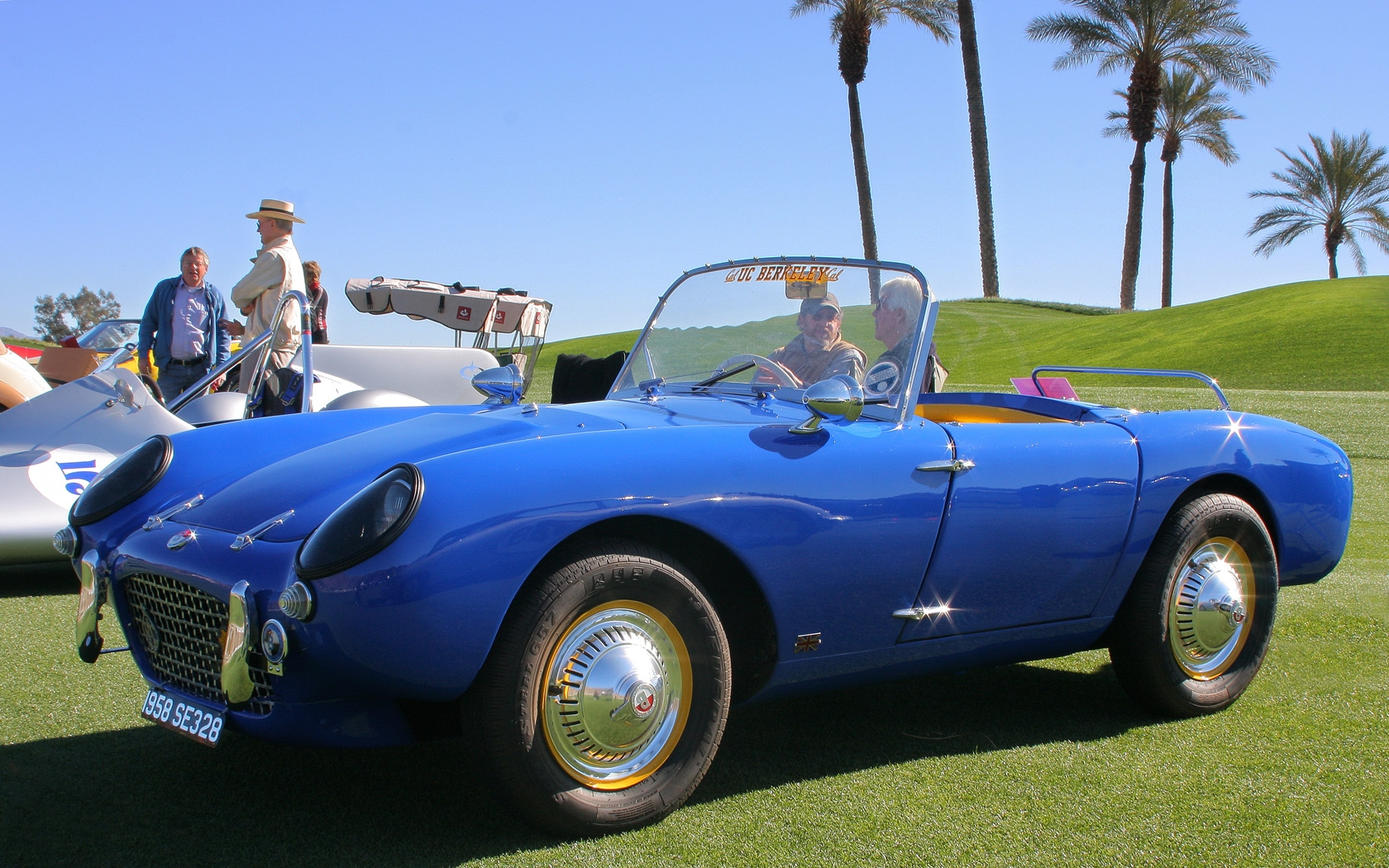
Berkeley SE328.

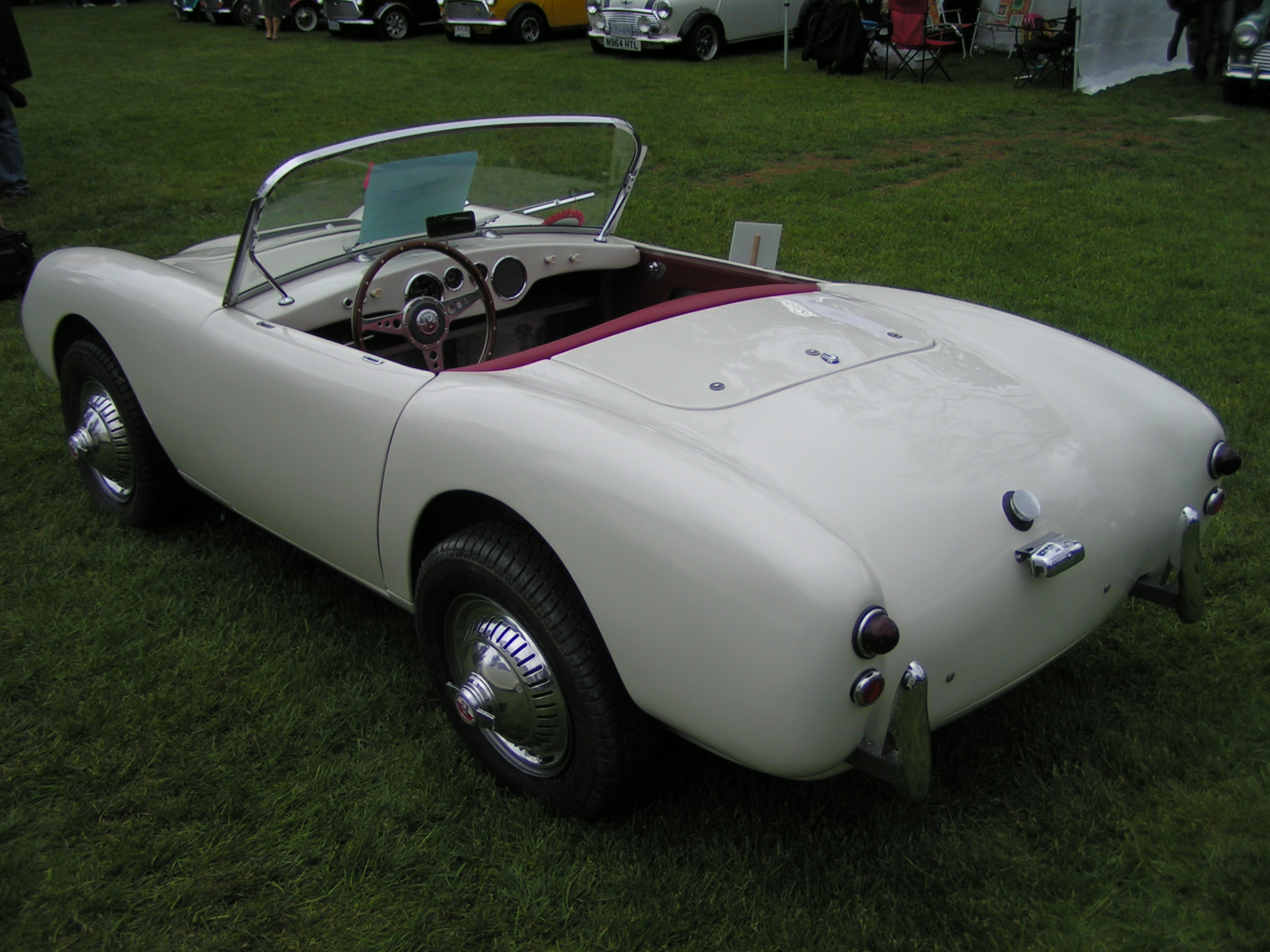
Berkeley SE492.

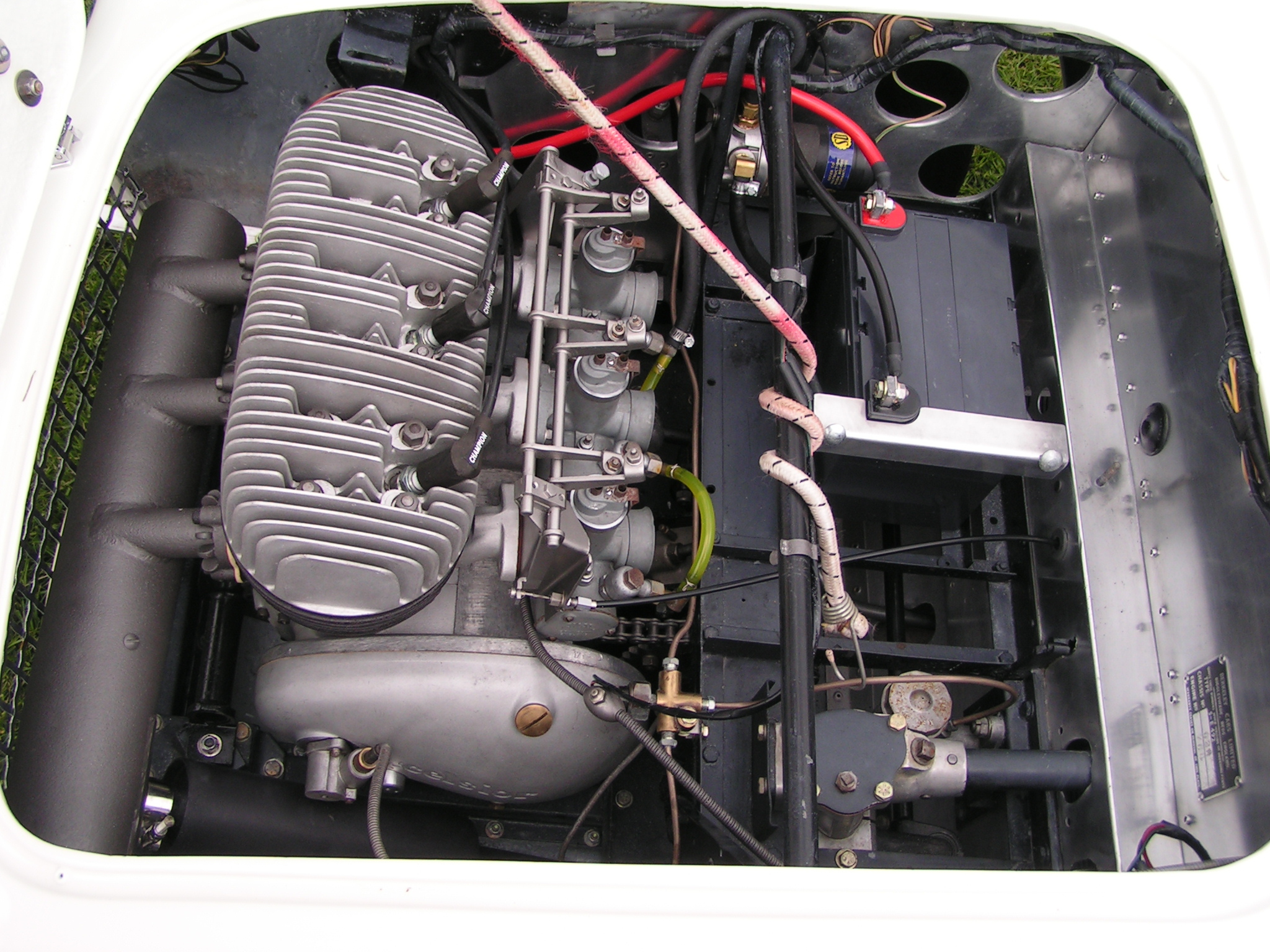
Excelsior-motorn i en SE492.

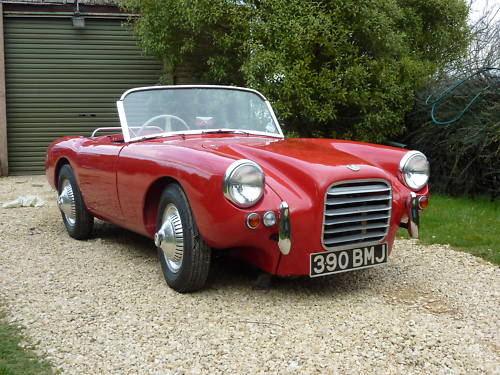
Berkeley B95.

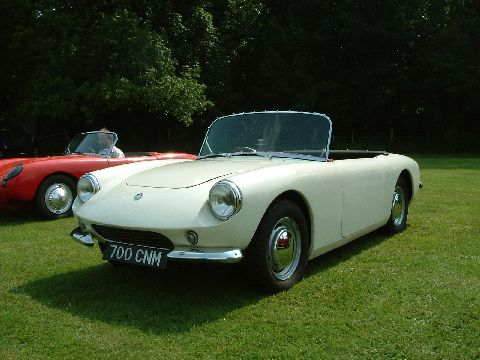
Berkeley Bandit.

Berkeley Cars Ltd i Biggleswade, Bedfordshire, var en brittisk biltillverkare som gjorde sportbilar mellan 1956 och 1960.
Ursprungligen var det en möbelfabrik i Edmonton, Shrager Brothers, i norra London som flyttade till Old Warden Aerodrome utanför Biggleswade under 2:a världskriget för att reparera militära flygplan. Efter kriget inleddes en framgångsrik tillverkning av husvagnar i en fabrik ägd av Charles Panter. När marknaden för husvagnar stagnerade kompletterades verksamheten med biltillverkning. Motorerna var små med en kapacitet av mellan 322 cc och 692 cc. Ansvarig för designen var Laurie Bond som var väl etablerad i produktionen av trehjuliga fordon under eget namn sedan 1949. Fyra modeller gjordes. Tillverkningen upphörde 1960 och ett försök att gå samman med Bond Cars blev inte av. Två prototyper till en sportbil med motor från Ford Anglia togs fram under hösten 1960. Den kunde inte sättas i produktion och då bankernas krediter upphörde var konkursen ett faktum i början av 1961. Fabriken användes senare av Kayser Bondor för att göra kvinnounderkläder men har sedermera rivits för att ge plats för bostäder.

## Sports SA322, SE328 och B65
Bilarna hade en självbärande kaross i glasfiber och var öppna tvåsitsiga bilar. Från början drevs de av en tvåcylindrig Anzani tvåtaktsmotor på 322 cc som gav 15 hästkrafter. Motorn var tvärmonterad och drev framhjulen via en kedja. Den hade individuell fjädring runt om och trots den låga effekten på motorn var prestandan anmärkningsvärt hygglig tack vare den låga vikten (600 pounds eller cirka 280 kg) och utmärkta vägegenskaper. Efter att 165 SA322 tillverkats lanserade man SA328 med en 328 cc Excelsiormotor på 18 hästkrafter. Omkring 1300 tillverkades och många exporterades till USA. De sista 10 bilarna kallades B65 och hade förstärkt chassi. Topphastigheten var strax över 60 mph (100 km/h).

## Sports SE492 och Foursome
1957 byttes motorn till en 30 hästkrafters Excelsior trecylindrig 492 cc med tre förgasare. Foursome var en fyrsitsig variant med en något bredare kaross och en coupéversion gjordes också. Topphastigheten var nu 80 mph (128 km/h). Cirka 685 tvåsitsiga och 20 fyrsitsiga tillverkades.

## B95 och B105
1959 fick bilarna ännu mer kraft i form av en tvåcylindrig Royal Enfield 692 cc fyrtaktsmotor som gav 40 hkr i B95 och 50 hkr i B105 med dubbelförgasare. B105 kunde passera den magiska hastigheten 100 mph (160 km/h). Omkring 175 B95 och B105 tillverkades, hälften gick på export.
I oktober 1959 annonserades Q-modellerna med längre och bredare kaross. Hjulbasen ökades från 70 tum till 78 och bredden från 42 tum till 46. Q-modellerna var fyrsitsiga, men på QB-modellen hade man tagit bort baksätet för extra bagageutrymme. Mycket få Q-modeller tillverkades.

## T60 och T60-4
1959 kom T60 som var tänkt som en enklare modell, den var en trehjuling med samma Excelsior 328 cc twin som på SE328. Den drevs fortfarande på framhjulen via en fyrväxlad växellåda. T60-4 hade ett större baksäte och var tänkt för motorcyklister med familj. Cirka 1800 tillverkades.

## Bandit
1960 hade man målsättningen att komma med en större, fyrhjulig bil kallad Bandit. Den skulle drivas av en 997 cc fordmotor (som 105E Anglia) men projektet producerade bara två prototyper.